# Robert Andrzejuk
Robert Andrzejuk (n. 17 iulie 1975, Wrocław, Republica Populară Polonă) este un scrimer polonez, medaliat olimpic. A participat la o ediție a Jocurilor Olimpice (2008) în care a câștigat o medalie de argint.

## Participări
Lista de mai jos prezintă principalele competiții la care a participat Robert Andrzejuk de-a lungul carierei.
- Spadă masculin pe echipe la Jocurile Olimpice de vară din 2008